# Stylogyne latipes
Stylogyne latipes là một loài thực vật có hoa trong họ Anh thảo. Loài này được (Mart.) Imkhan. miêu tả khoa học đầu tiên năm 1999.